# Windisch
Pour les articles homonymes, voir Windisch (homonymie).
Windisch est une commune suisse du canton d'Argovie, située dans le district de Brugg.

## Histoire

Photo aérienne (1939).

Du temps des Romains, la ville s'appelait Vindonissa. Une route romaine la rejoignait, passant par Aventicum, Petinesca et Solodurum.
C'est là que fut fondé, au IIIe siècle ou au début du IVe siècle, un évêché qui fut transféré à Constance en 570. Saint Béat fut le premier évêque de ce siège.
Windisch fut peut-être renommée Theodoricopolis à l'époque ostrogothique.

## Monuments et curiosités
L'église paroissiale réformée de style gothique primitif à une nef remplaça vers 1300 une église épiscopale paléochrétienne. Dans le chœur construit vers 1400 se trouvent des fresques de style gothique tardif sur les murs et le plafond.
L'ancienne abbaye de Königsfelden a été fondée en 1311 par Elisabeth, veuve du roi Albert Ier, assassiné par son neveu Jean de Souabe à Windisch. Il s'agit d'un double couvent de Franciscains et de Clarisses qui passa en 1415 à Berne et fut sécularisé durant la Réforme (1528). L'ancien couvent servit de résidence aux baillis. Dès 1804, il devint un établissement psychiatrique. Lors des agrandissements de 1868-72, une grande partie des bâtiments fut démolie. Toutefois, l'église conventuelle du bas Moyen Âge avec ses célèbres fenêtres de chœur du haut gothique a été conservée. Les vitraux, tant par la forme que par le contenu, doivent être considérés comme un ensemble témoignant de l'univers spirituel des Franciscains. Une crypte sous la partie orientale de la nef servit de tombeau à onze membres de la famille de Habsbourg.
Les Romains édifièrent vers 17 après J.-C. à l'ouest d'un village helvète un camp militaire dont l'importance varia en fonction de la politique impériale pratiquée à l'égard des Germains et qui subsista jusque vers 400. Une colonie civile se développa à l'ouest du camp. À partir du VIe s., Vindonissa devint siège épiscopal. Depuis 1896, des fouilles sont systématiquement pratiquées. Les résultats en sont présentés au Musée Vindonissa de Brugg. Sur place, des vestiges de murs d'enceinte (bases d'une des portes du camp près de l'église de Königsfelden) ainsi que les restes du plus grand amphithéâtre de Suisse sont visibles.

## Personnalités liées à Windisch
- Arnold Münch, avocat suisse, homme politique et entrepreneur, mort à Windisch en 1895.